# Conchita Cintrón
Concepción Cintrón Verrill, conocida profesionalmente como Conchita Cintrón,  (Antofagasta, Chile, 9 de agosto de 1922 - Lisboa, Portugal, 17 de febrero de 2009) fue una figura del rejoneo, referente de la torería peruana.

## Biografía

### Primeros años
Su padre, Francisco Cintrón Ramos, puertorriqueño de ascendencia española y nacionalidad estadounidense, fue el segundo puertorriqueño en graduarse en la Academia Militar de West Point, en los Estados Unidos. Asignado al Regimiento 65 de Infantería destacado en Panamá, conoció allí a Loyola Verrill, con quién se casó. Conchita nació en Antofagasta, Chile, a mediados de los años 20, don Francisco (que había abandonado la carrera militar) fue enviado a Lima como representante de una firma comercial estadounidense con intereses en el Perú. Conchita tenía tres años cuando se mudaron a Lima.
La niñez de Conchita se desarrolló en la colonia extranjera radicada en Lima, con otros niños inmigrantes estadounidenses, sin contacto con el ambiente taurino de Lima. Realizó sus estudios escolares en el Colegio Villa María de Lima. Pronto nació en ella la pasión por la equitación, y a los 12 años entró en la Escuela de Equitación de Ruy da Cámara, conocida como "El Picadero". Ruy da Cámara, rejoneador portugués, pronto se fijó en las dotes de la chica y concibió la idea de convertir a Conchita en figura del rejoneo y del toreo a pie. De este modo, se convertiría en su mentor.
En El Picadero, Conchita aprendió todos los secretos de la equitación. Se familiarizó con la baja escuela, el cabalgar a dos pistas, el galope indistinto sobre ambas manos del animal, el piaffé, el trote suspendido y la alta escuela, convirtiéndose en una gran caballista. Los sucesivos éxitos en exhibiciones y concursos de salto -muy en boga en Lima por aquella época- así lo demuestran.
Un día se le ocurrió al maestro incluir las prácticas de rejoneo en el repertorio de ejercicios de los alumnos, utilizando una silla. A Conchita le atrajo el nuevo juego, y pidió a su profesor que le enseñara todo lo referente al tema. 
En el verano de 1936, Conchita pasaba con su familia, con unos amigos de sus padres y con Ruy y su mujer (Asunción) unos días de campo en la hacienda Santa Bárbara, en Cañete (al sur de Lima), propiedad de Manuel Barnechea, contertulio habitual de la Escuela de Equitación. Ruy tuvo que domeñar a un toro muy arisco que estaba causando serios problemas a los arrieros camino del matadero. Al cabo de media hora, Ruy invitó a montar a Conchita, lo que ella aceptó sin dudar. Mientras le ajustaban los estribos, volvieron a embolar al toro, que ya estaba agotado y no representaba un peligro.

### Debut
En enero de 1936 se organizó en la plaza de toros de Acho un festival benéfico de carácter hípico-taurino que incluía una exhibición de salto y, como colofón, la lidia y muerte de unos novillos de media casta por unos aficionados peruanos. A Conchita se le presentaba así la oportunidad de actuar en público por primera vez, poniendo en práctica todo lo aprendido hasta el momento. 
El anuncio de una señorita rejoneadora alborotó el corrillo taurino de Lima y la plaza se llenó. En esta oportunidad, la actuación de Conchita se limitó a colocar algunos arponcillos en el morrillo del novillo que le tocó en suerte. Luego se retiró entre las calurosas ovaciones de un público, sorprendido por el atrevimiento de la niña. De este modo, Conchita iniciaba su camino por el mundo profesional del toro. 
Ruy decidió construir una placita para el entrenamiento de su pupila. Para entonces, Conchita había realizado ya diversas actuaciones públicas, pero fue en esa placita donde complementó el ejercicio de su arte con el toreo a pie (toreo de muleta y suerte de matar). Como ella reconoce, el Tentadero de La Legua (que así se llamó a la placita) y los cófrades que lo conformaron constituyen un hito en su carrera.

### Consagración en México
En una ocasión, cuando Conchita tenía 16 años, el gran matador mexicano Chucho Solórzano, entonces en la cima de su popularidad y a la sazón contratado para la feria de Lima, vio actuar a la chica en la placita, y conversó con Ruy da Cámara para que se presentara en la capital mexicana. En junio de 1939, Conchita partió en un vapor a tierras mexicanas en compañía de Ruy y Asunción. Así, si Conchita se inició en el toreo en tierras peruanas, se hizo torera en México. 
Chucho Solórzano y Rafael Vallejo -apoderado de Conchita durante los años de su estancia en México- prepararon el debut en la Plaza de El Toreo para el 20 de agosto. La corrida terminó en triunfo y la curiosidad inicial del público por ver a una mujer torero se tornó en admiración al ver la desenvoltura de la niña ante los animales de casta. A la semana repitió, obteniendo el mismo éxito.
De agosto de 1939 hasta fines de 1943, Conchita toreó en la capital y los estados 211 corridas, matando a estoque 401 toros. Alternó con las más importantes figuras del toreo del momento y su carrera quedó definitivamente ligada a nombres como el de Fermín Espinosa Armillita Chico, Lorenzo Garza, Luis Castro El Soldado, Luis Procuna, Silverio Pérez, Chucho Solórzano y de todos los grandes maestros mexicanos de la época, sin dejar de mencionar tres que grabaron su corazón por siempre: Juanito Gallo, Alberto Balderas y José González Carnicerito de Méjico -el primero un principiante, los otros dos consagrados- ya que los tres encontraron la muerte en el ruedo en tardes fatídicas, con ella presente. 
Durante esos años todas las ferias de importancia de México contaron con la actuación de quien empezaron a llamar la Diosa Rubia del Toreo.

### En América del Sur
En 1944, Conchita Cintrón volvió al Perú. Cosechó diversos éxitos y fue recibida por el presidente Manuel Prado, que le otorgó la nacionalidad. Inauguró la Plaza Monumental de Lima y también fue a Santa Bárbara, donde rejoneó por primera vez. 
Después viajó a Quito, Caracas y Santa Fe de Bogotá, ciudad esta última donde, entre otras cosas, ofreció una corrida solo para niños en la plaza Santamaría.

### Europa y España
Conchita Cintrón deseaba culminar su carrera toreando a pie en España. Para esto Ruy da Cámara nombró como representante suyo en la península al famoso matador Marcial Lalanda (influyente apoderado en aquellos tiempos, que poco después habría de apoderar a Pepe Luis, Manolo Vázquez y Antonio Ordóñez) para que allanara las dificultades que suponía quebrar la estricta reglamentación española que no permitía la presencia femenina en el ruedo. 
Tras un paréntesis en Lisboa para su presentación en la plaza de Campo Pequeño –donde sufrió un boicot de los rejoneadores varones portugueses- Conchita Cintrón logró el permiso para rejonear, y debutó en la Feria de Sevilla de 1945, en la última de abono. El éxito le acompañó en esa y en las demás oportunidades que tuvo de actuar en España -el 13 de mayo de 1945 rejoneó con singular éxito un novillo de Garcigrande en Las Ventas de Madrid- pero el permiso para torear a pie y rematar sus faenas con el estoque no fue posible. Tan solo le permitieron hacerlo en festivales benéficos a puerta cerrada, cosa que hizo con mucha frecuencia. Sí lo consiguió en el Marruecos español y Melilla, no sin sortear numerosas dificultades. No obstante, en la corta pero intensa campaña española de los siguientes años, en la que toreó en la mayoría de plazas españolas, dejó la impronta de su arte, alternando con figuras principales del toreo de entonces.

### Final de su carrera
La campaña de 1950 marcó el fin de la carrera taurina de Conchita Cintrón. Se despidió en primer lugar del público francés (en Francia había actuado en sus principales ferias) en Burdeos el 1 de octubre de esa temporada, estoqueando y desorejando dos novillos de José Infante Da Cámara. De los ruedos españoles se despidió en Jaén el 18 del mismo mes. En aquella oportunidad, desafiando la prohibición, toreó de muleta una res de Oliveira. Años más tarde, en 1991, amadrinó de manera testimonial la alternativa de Marie Sara en Nimes.
El 5 de septiembre de 1951, Conchita se casó con el portugués Francisco de Castello Branco, sobrino de Ruy, y vivía con su marido e hijos cerca de Lisboa, hasta su fallecimiento el 17 de febrero de 2009.
Escribió su autobiografía titulada Recuerdos.
Falleció en Lisboa a los ochenta y seis años el 17 de febrero de 2009 a consecuencia de un paro cardiorrespiratorio.